# Baleshare Causeway
Koordinaten: 57° 32′ 29″ N, 7° 20′ 56″ W

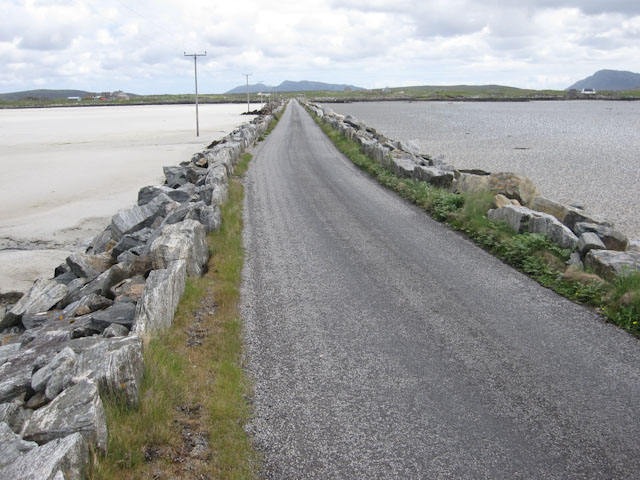
Baleshare Causeway

Der Baleshare Causeway ist ein Straßendamm, der die Hebrideninseln Baleshare und North Uist miteinander verbindet. Er gehört zu einem Netzwerk von Dämmen und Brücken, der die größten Inseln der Inselgruppe verbindet. Er überquert mit einer Länge von etwa 350 m die Meeresstraße North Ford südlich von Clachan-a-Luib auf North Uist und erreicht Baleshare am Hauptort Samala.
Hintergrund des Bauvorhabens war die Schaffung einer ständigen Anbindung der kleinen Insel Baleshare an das größere North Uist. Im Zusammenspiel mit weiteren Dämmen, Brücken und Fährverbindungen sollte die Verkehrsinfrastruktur ausgebaut werden, um eine Stärkung des Wirtschaftsraums zu erzielen. Ferner sollte der Bevölkerungsrückgang auf den kleineren Insel durch eine bessere Anbindung eingedämmt werden. Andere Inseln wie Taransay und Scarp, die nicht infrastrukturell angeschlossen wurden, sind mittlerweile unbewohnt. Dem Baleshare Causeway wird ein bedeutender Anteil an dem nur moderaten Bevölkerungsrückgang auf Baleshare zugeschrieben. William Tawse Ltd. waren mit dem Bau betraut und stellten den Damm im Jahre 1962 fertig. Die einspurige Straße, die über den Damm verläuft, stellt die einzige befestigte, ständige Verbindung von Baleshare zu einer anderen Insel dar.